# Kanō Sakujirō

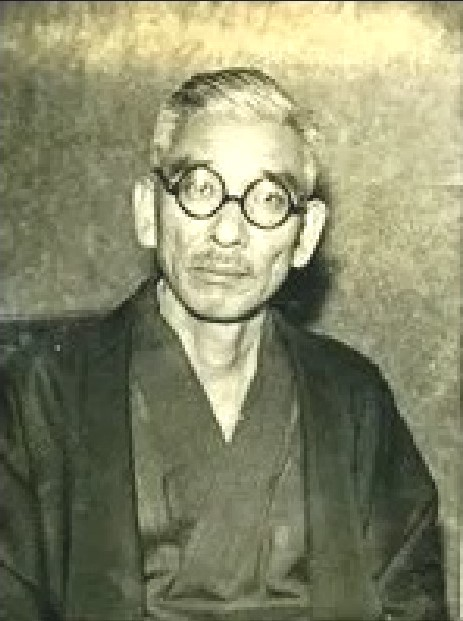
Kanō Sakujirō

Kanō Sakujirō (japanisch 加能 作次郎; geboren 10. Januar 1885 in Saikai (Präfektur Ishikawa); gestorben 5. August 1941) war ein japanischer Schriftsteller.

## Leben und Wirken
Kanō Sakujirō wurde am 10. Januar 1885 geboren, aber in Wirklichkeit ein Jahr früher, heißt es. Er machte seinen Studienabschluss an der Waseda-Universität im Fach Englische Literaturwissenschaft. Während seines Studiums verfasste er Kritiken zu ausländischen Literaturgrößen, aber auch ein Werk, in dem er sich mit seiner unglücklichen Kindheit befasste. Dies veröffentlichte er 1911 in der Zeitschrift „Hototogisu“ (ホトトギス) unter dem Titel  „Yakudoshi“ (厄年) – „Unglücksjahre“.
Nachdem Kanō begonnen hatte, im Verlag „Hakubunkan“ (博文館) zu arbeiten, bildete er sich unter Tayama Katai weiter. Er übernahm die Herausgabe des literarischen Magazins „Bunshō Sekai“ (文章世界), setzte das Schreiben über seine schwierige Kindheit fort und veröffentlichte „Yo no naka e“ (世の中へ) „Mitten in die Welt“ als Fortsetzungsgeschichte in der Zeitung Yomiuri Shimbun, in dem er das arme Leben in einem Fischerdorf beschreibt. Er blieb auch später bei diesem seinem Hauptthema,  bemühte sich daneben um die Gründung einer Vereinigung von Romanautoren.
Kanō veröffentlichte eine Reihe autobiografischer Werke mit reicher Menschlichkeit wie „Wakaki hi“ (若き日) „Junger Tag“ 1920 und „Kōfuku“ (幸福) – „Glück“ 1921. So war er in der Taishō-Zeit als Schriftsteller der „Shishōsetsu“ aktiv. In der Shōwa-Zeit war er von Depressionen heimgesucht. „Chichi no Niohi“ (乳の匂ひ) – „Der Geruch der Milch“ aus dem Jahr 1940 ist ein Meisterwerk seiner letzten Jahre.